# Condado de Johnson (Misuri)
El condado de Johnson (en inglés: Johnson County), fundado en 1834, es uno de 114 condados del estado estadounidense de Misuri. En el año 2000, el condado tenía una población de 48,258 habitantes y una densidad poblacional de 22 personas por km². La sede del condado es la ciudad de Warrensburg. El condado recibe su nombre en honor al vicepresidente Richard M. Johnson.

## Geografía
Según la Oficina del Censo, el condado tiene un área total de 2158 km² (833,2 mi²), de la cual 2151 km² (830,5 mi²) es tierra y 7 km² (2,7 mi²) (0.31%) es agua.

### Condados adyacentes
- Condado de Lafayette (norte)
- Condado de Pettis (este)
- Condado de Henry (sur)
- Condado de Cass (oeste)
- Condado de Jackson (noroeste)

## Demografía
Según la Oficina del Censo en 2000, los ingresos medios por hogar en el condado eran de $35,391, y los ingresos medios por familia eran $43,050. Los hombres tenían unos ingresos medios de $28,901 frente a los $21,376 para las mujeres. La renta per cápita para el condado era de $16,037. Alrededor del 14.90% de la población estaban por debajo del umbral de pobreza.

## Transporte

### Carreteras principales
- U.S. Route 50
- Ruta 2
- Ruta 13
- Ruta 23
- Ruta 58
- Ruta 131

## Localidades
| - Centerview - Chilhowee - Holden | - Kingsville - Knob Noster | - La Tour - Leeton | - Warrensburg - Whiteman AFB, Base de la Fuerza Aérea Whiteman |

### Municipios
- Municipio de Centerview
- Municipio de Chilhowee
- Municipio de Columbus
- Municipio de Grover
- Municipio de Hazel Hill
- Municipio de Jackson
- Municipio de Jefferson
- Municipio de Kingsville
- Municipio de Madison
- Municipio de Montserrat
- Municipio de Post Oak
- Municipio de Rose Hill
- Municipio de Simpson
- Municipio de Warrensburg
- Municipio de Washington